# Slizer
A Slizer, vagy amerikai nevén Throwbots egy, a LEGO cég által forgalmazott játéksorozat volt. A LEGO Technic széria ezen ága 1999-től 2000-ig tartott, ezt követően a RoboRiders és a sokkal sikeresebb Bionicle váltotta fel. A különféle témák és természeti elemek jellegzetességeit magukon viselő robotkarakterek nemcsak a játékok felépítése és árusítása szempontjából alkalmaztak merőben új ötleteket, hanem eredeti háttértörténettel is rendelkeztek. A cég ezzel felismerte, hogy mekkora üzleti lehetőségek rejlenek abban, ha történeteket ír a termékei köré. A játékfigurák magyar nyelvű katalógusokban "hajítóprofik" néven mutatkoztak be.

## A játékok
A figurák egyik újszerű sajátossága dobozukban rejlett. Az addigi készleteket hagyományosan kartondobozokban forgalmazták, a Slizer figurákat - azonban a papírcsomagolás alatt védte még egy hordozható, övre csatolható műanyag tároló is. Ezáltal a gyerekek bárhová magukkal vihették őket. Maguk a figurák rengeteg új Technic alkatrészt vezettek be, ezek közül kiemelendők a gömbcsuklós végtagok és foglalatok, amelyeket a későbbi RoboRiders, Bionicle, Ben 10 és Hero Factory szériák is alkalmaztak. Ezek révén a játékok sokkal több pózt vehettek fel, mint a korábbi, korlátolt mozgású Lego figurák.
Emellett valamennyi készlet különféle funkciókkal is bírt. A legfontosabb a dobókar: a játékokon mindig volt egy vagy két olyan hajlítható kar, amelyekkel a készletekhez mellékelt korongokat ki lehetett lőni. A korongok maguk gyűjthetők voltak, külön tasakokban vagy dobozokban árulták őket. A rajtuk lévő képek nemcsak a korongok erejét határozták meg, de egy érdekes történet képsorait is megjelenítették. A sorozat vége után a korongok a Lego ágak visszatérő elemei közé kerültek, például a Bionicle-ben többször is felbukkantak.
A Slizer-ek egyéb funkciókkal is rendelkeztek. Egyesek képesek voltak fogaskerekek tekergetése által le-fel nézni, míg mások a szárnyukkal vagy fegyvereikkel csapkodtak. Az egyik készletet, Millennia-t, pedig motorkerékpárrá lehetett átépíteni.
Két széria került forgalomba: az elsőbe nyolc „sima” Slizer, azaz hajítóprofi tartozott. A második hullám, az úgynevezett „mutánsok” csak két átlagos figurát jelentetett meg, továbbá még kettő, a szokásosnál sokkal nagyobbat és összetettebbet.

## Kettős történet
A játéksorozathoz a Lego kétfajta háttértörténetet talált ki. Észak-Amerikában az a változat terjedt el, mely szerint a figurák külön bolygókon éltek, amelyek mind egy-egy elemet vagy környezetet szimbolizáltak. Itt saját harcaikat vívták különféle szörnyekkel, amik fel is tűntek a csomagolásuk képein is.
Európában egy másik verzió vált ismertté, és a rajongók jelenleg is ezt tartják elfogadottnak. E szerint a hajítóprofik egyetlen, hét övezetre osztott bolygón éltek. Ezek az északi sarkponton találkoztak, ahová egy aréna, a Dóm épült. Később a Lego is ezt fogadta el hivatalos történetként.
A régiók a következők voltak: dzsungel, vulkanikus zóna, tenger, jégmező, sivatag, szennyezett város, viharos terület. Mindegyiket egy Slizer lakta. Az egykori weboldaluk szerint az ott élő szörnyekkel, és időnként egymással harcoltak.
A rajongók közt elterjedt az a nézet, hogy volt egy gonosz és jóságos oldal, mégpedig a következők:

A jókhoz tartozott: Torch, Scuba, Ski és Turbo.

A gonoszok: Jet, a vezér, Electro, Granite és Amazon.

Ennek az elképzelésnek az alapja, hogy négy-négy figurát össze lehetett építeni óriás harcosokká, amik egy képregény szerint egymás ellenségei voltak.
A történet fordulópontját egy meteoritbecsapódás okozta, amely a hajítóprofik bolygójának arénájába ütközött, s a bolygó felét elpusztította. A Lego katalógusok ennek az eseménynek a december 31. dátumot adták. Azonban ettől kezdve a történet újból széthasad, ugyanis a Lego cég sosem magyarázta meg, hogy az új szereplők honnan tűntek fel. A korongokon lévő ábrák egymást kizáró eseményeket mutatnak. Az egyik lehetséges változat az, hogy az új karakterek vagy a meteoriton érkeztek, vagy a becsapódás során aktiválódtak. A másik elmélet szerint a meteorit a korábbi szereplők egy részét elpusztította, néhányukat pedig átalakította. Az egyik készlet, Blaster - magyar nevén Mennydörgés hajítóprofi -  két részre osztott arcvédő lemeze ez utóbbit teszi valószínűvé, ugyanis azt a látszatot kelti, hogy ő nem más, mint Jet és Amazon egybeolvadásának eredménye. Sajnos az egyik korongján látható kép ezt egyben megcáfolni látszik.
Annyi bizonyos, hogy egy harc tört ki a Slizer-ek közt. A Lego a Millennia nevű szereplőt Blaster-rel állította szembe (ez volt a „Battle of the Big Bots” vagy „Battle of the Century”). A történet azonban véget ért, amikor kettejük összecsapására került sor. A cég ekkor már a RoboRiders játéksorozatot tervezgette, így nem volt idejük konklúziót adni a Slizer-ek meséjének. A rajongók megbotránkoztak ezen, s kénytelenek voltak saját befejezéseket kitalálni.
A katalógusok utolsó Slizer-ekre vonatkozó sorai szerint a sorozat végleg befejeződött, de valamikor még „felcsendülhet a dobókorongok zaja”. A Lego mindezidáig nem mutatta jelét, hogy vissza akarna térni a Slizer témára, ellenben a korongokat legalább kétszer újra felhasználta Bionicle sorozatában.

### Korongok
Valamennyi alap-Slizer hét, színes koronggal rendelkezett, a Lego az ezekre festett ábrákkal próbált betekintést nyújtani a történetükbe, támpontot adni a gyerekeknek arról, melyik milyen képességekkel bír, mikkel küzd meg. A korongok bal oldalára nyolc „lámpát” rajzoltak, és az határozta meg az erejüket, hogy ezek közül hány világított. Maguk az ábrák egy szisztémát követtek, és a következő helyzetekben mutatták be az egyes figurákat:
- két lámpa: a Slizer szimbólumát ismerteti, amely az elemével áll kapcsolatban (például Amazon-nak egy levél, Turbo-nak egy város sziluettje)
- három lámpa: a Slizer korongot lő
- négy lámpa: a Slizer a tartályában utazik
- öt lámpa: a Slizer a különleges képességét szemlélteti
- hat lámpa: a Slizer egy ellenséggel, szörnnyel harcol
- hét lámpa: valamilyen tárgy vagy erőforrás, amit a Slizer-nek meg kell szereznie

A kivételt Jet korongjai jelentik:
- öt lámpa: Jet lelő egy másik Slizer-t
- hat lámpa: Jet egy korongot tart fel, fénylő aura veszi körül
- nyolc lámpa: a bolygó arénájából fénysugár tör elő, a kép karimája arany színű. Az egyetlen nyolcas szintű korong az első szériából.

A második szériát jelentő „mutáns” Slizer-ekhez összesen mindössze hét korongot adtak ki. Ezek a következő eseményeket mesélik el:
- két lámpa: egy meteorit tart a Slizer bolygó felé. A korong a sötétben világít.
- három lámpa: Spark egy lángoló szakadék fölött áll. A korong a sötétben világít.
- négy lámpa: a meteorit becsapódik. A korong a sötétben világít.
- öt lámpa: egy Flare raj repül egy vulkanikus terület fölött. A korong a sötétben világít.
- hat lámpa: Blaster, Flare és egy hibásan megrajzolt Spark egy hegyen állnak, energiával körülvéve. A korong fekete.
- hét lámpa: egy csapat Blaster rohan előre. A korong sárga.
- nyolc lámpa: Millennia motoron ülve korongot vet. A korong arany színű.

Mint látható, a korongok képei több esetben is ellentmondanak annak, amit más történeti források sejtetnek. Kiemelendő, hogy az egyik kép egyszerre több Blaster-t ábrázol, holott elvileg csak egy ilyen lény létezik. Azt azonban a Lego sosem tisztázta, hogy az egyes Slizer-ek mind egyedülálló karakterek, vagy több egyforma létezik.

## Karakterek
| Első hullám | Első hullám  | Első hullám | Első hullám | Első hullám                                 |
| Készletszám | Amerikai név | Európai név | Magyar név  | Jellemzők                                   |
| ----------- | ------------ | ----------- | ----------- | ------------------------------------------- |
| 8500        | Torch        | Fire        | Vulkánföldi | tűz elemű, piros-fekete színű               |
| 8501        | Ski          | Ice         | Sarkvidéki  | jég elemű, fehér-kék színű                  |
| 8502        | Turbo        | City        | Városi      | a város közegben él, autószerű, zöld-fekete |
| 8503        | Scuba        | Sub         | Mélytengeri | víz elemű, kék-sárga                        |
| 8504        | Jet          | Judge       | Igazlátó    | az arénában él,repülőgépszerű,sárga-fekete  |
| 8505        | Amazon       | Jungle      | Őserdei     | a dzsungel lakója, zöld                     |
| 8506        | Granite      | Rock        | Barlangi    | kőzet elemű, négylábú, barna-szürke         |
| 8507        | Electro      | Energy      | Energia     | energia elemű, rovarszerű, lila-fekete      |

| Második hullám | Második hullám | Második hullám | Második hullám | Második hullám                                                            |
| Készletszám    | Amerikai név   | Európai név    | Magyar név     | Jellemzők                                                                 |
| -------------- | -------------- | -------------- | -------------- | ------------------------------------------------------------------------- |
| 8520           | Millennia      | Millennium     | Millennium     | óriás hajítóprofi, motorrá alakul, fekete-vörös-arany                     |
| 8521           | Flare          | Flare          | Villám         | madárszerű, narancs-fekete hajítóprofi                                    |
| 8522           | Spark          | Spark          | Lángcsóva      | lila-fekete, egyesek szerint Electro átalakulva                           |
| 8523           | Blaster        | Blaster        | Mennydörgés    | óriás hajítóprofi, egyesek szerint Jet és Amazon egyesülése, sárga-fekete |

### Kiegészítők
1601 – Slizer disks, egyetlen korongot tartalmazó csomag
8508 – Supplementary disks, öt korong egy dobozban

### Összeépítések
Óriási harcosokat, úgynevezett Super Slizer-eket vagy Throwbot Fusion-öket lehetett a készletből kirakni a mellékelt útmutatók alapján. Ezek:
- Ultrarex: Jet, Amazon, Granite és Electro egyesülése. Dinoszauruszra emlékeztet.
- Robotops: Torch, Ski, Scuba és Turbo egyesülése. Humanoid óriás.
- Dynamo: Blaster, Flare és Spark egyesülése, kétfejű óriás.
- Hiker Mike („Hegymászó Mike”): Ski, Turbo, Granite és Electro összeépítése. Rajongói modell, amely pályázatot nyert. A történetben nem szerepelt.